# N-Stoff
 (septembre 2024).
Si vous disposez d'ouvrages ou d'articles de référence ou si vous connaissez des sites web de qualité traitant du thème abordé ici, merci de compléter l'article en donnant les références utiles à sa vérifiabilité et en les liant à la section « Notes et références ».

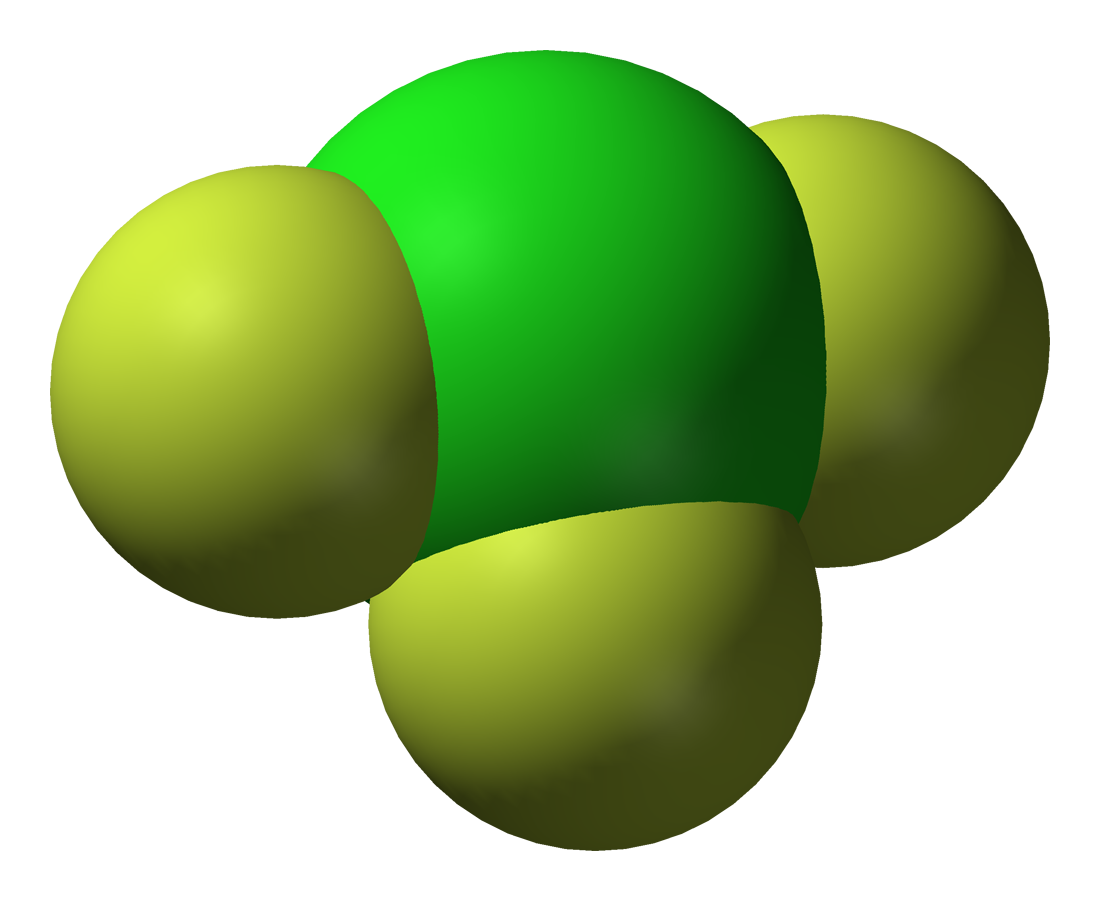
Trifluorure de chlore

Le N-Stoff, en français : « substance N », était le nom donné par les ingénieurs allemands pendant la Seconde Guerre mondiale au trifluorure de chlore (ClF3). 
Il pouvait être utilisé comme ergol oxydant dans les recherches sur la propulsion des fusées, mais c'est comme arme chimique et incendiaire qu'il a été expérimenté dès avant le déclenchement de la guerre (notamment dans des exercices de prise de la Ligne Maginot).

## Production

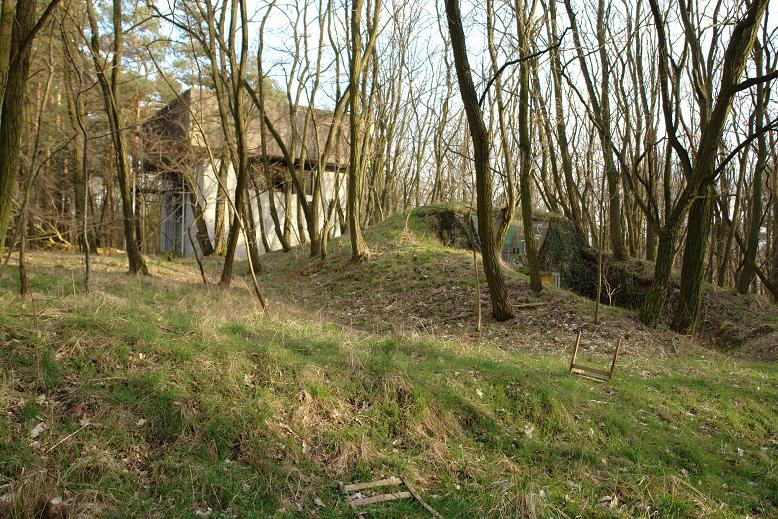
Bunker Falkenhagen b. Tour 1

La construction d'une usine bunkerisée et partiellement enterrée de plus de 30 km2 commença dès 1938 à Falkenhagen pour produire 50 t de N-Stoff par mois, ainsi que du sarin ; cet objectif n'a cependant jamais été atteint, et, lorsque l'usine fut prise par l'Armée rouge en 1944, elle n'avait pas produit plus de 50 t au total[réf. souhaitée].

## Utilisation
Le N-Stoff n'a de fait jamais été employé par les Allemands sur les champs de bataille de la Seconde Guerre mondiale[réf. souhaitée].